# ВВС МВО (баскетбольный клуб)
Баскетбольный клуб ВВС МВО — команда по баскетболу из города Москва, основана в 1945 году.
После Второй мировой войны было создано общество ВВС МВО (Военно-воздушные Силы Московского Военного Округа), куда вошли такие виды спорта как футбол, хоккей, баскетбол, волейбол. Покровителем команды был назначен Василий Сталин.
Команда по баскетболу как и хоккейная команда стала одной из самых сильных в своём виде спорта. В отличие от футбольной и хоккейной команд, которые были расформированы в 1953 году, баскетбольный коллектив просуществовал до 1959 года.

## Достижения
- Чемпион СССР: 1952
- Серебро чемпионата СССР: 1951
- Бронза чемпионата СССР: 1949, 1950
- Финалист Кубка СССР: 1951, 1952